# 1944 dans le catholicisme
Chronologie du catholicisme
- 1940
- 1941
- 1942
- 1943
- 1944
- 1945
- 1946
- 1947
- 1948

Cet article présente les faits marquants de l'année 1944 dans le catholicisme.

## Évènements
- 3 mai : Pie XII proclame Sainte Thérèse de l'Enfant Jésus et de la Sainte-Face patronne secondaire de la France, à l'égal de Sainte Jeanne d'Arc.

## Naissances
- 4 janvier : Lewis Jerome Zeigler, prélat libérien, archevêque de Monrovia († 12 août 2022)
- 21 janvier : Abraham Kattumana, prélat indien, diplomate du Saint-Siège et archevêque titulaire de Cebarades (de) († 21 janvier 1944)
- 29 janvier : John Onaiyekan, cardinal nigérian, archevêque d'Abuja
- 12 février : Pedro Barreto, cardinal jésuite péruvien, archevêque de Huancayo
- 19 février : Terrence Prendergast, prélat jésuite canadien, archevêque d'Ottawa
- 23 février : Séamus Freeman, prélat irlandais, évêque d'Ossory († 20 août 2022)
- 24 février : José Luis Lacunza Maestrojuán, cardinal hispano-panaméen, évêque de David
- 25 février : Hippolyte Simon, prélat français, premier archevêque de Clermont († 25 août 2020)
- 28 février : Manfred Melzer, prélat allemand, évêque auxiliaire de Cologne et évêque titulaire de Carinola (de) († 9 août 2018)
- 5 mars : Jorge Ortiga, prélat portugais, archevêque de Braga
- 7 mars : Jan Adrian Łata, prêtre, théologien et philosophe polonais
- 14 mars : Alan Hopes, prélat britannique, évêque d'Est Anglie
- 17 mars : 
  - Juliusz Janusz, prélat polonais, diplomate du Saint-Siège et archevêque titulaire de Caprulae (de)
  - Paul Lortie, prélat canadien, évêque de Mont-Laurier
- 21 mars : Bruno Platter, prélat italien, grand-maître de l'Ordre Teutonique
- 26 mars : Francisco Domingo Barbosa Da Silveira, prélat uruguayen, évêque de Minas († 17 juin 2015)
- 29 mars : Rino Passigato, prélat italien, diplomate du Saint-Siège et archevêque de Nova Caesaris (de)
- 3 avril : Michel Calvet, prélat français, archevêque de Nouméa
- 7 avril : François Garnier, prélat français, archevêque de Cambrai († 15 août 2018)
- 16 avril : Gabriel Ringlet, prêtre, écrivain, poète et théologien belge
- 19 avril : Luis Ladaria Ferrer, cardinal jésuite espagnol de la Curie, précédemment archevêque titulaire de Thibica (de)
- 25 avril : Renzo Fratini, prélat italien, diplomate du Saint-Siège et archevêque titulaire de Botriana (de)
- 3 mai : Peter Doyle, prélat britannique, évêque de Northampton
- 7 mai : Paul Desfarges, prélat franco-algérien, archevêque d'Alger
- 25 mai : Michel Viot, évêque luthérien français devenu prêtre catholique
- 29 mai : Yves Monot, prélat et missionnaire français, évêque de Ouesso
- 3 juin : 
  - Thomas Burns, prélat britannique, évêque de Menevia
  - Eugène Rixen, prélat et missionnaire belge, évêque de Goiás
- 4 juin : Robert Joseph Baker, prélat américain, évêque de Birmingham
- 7 juin : Konrad Zdarsa, prélat allemand, évêque d'Augsbourg
- 8 juin : Marc Ouellet, cardinal canadien de la Curie, précédemment archevêque titulaire d'Acropolis (de)
- 16 juin : Nicholas Anthony DiMarzio, prélat américain, évêque de Brooklyn
- 29 juin : Seán O'Malley, cardinal américain, archevêque de Boston
- 30 juin : Robert Carlson, prélat américain, archevêque de Saint-Louis
- 21 juillet : André Dupleix, prêtre, théologien et universitaire français
- 30 juillet : Oswald Lewis (en), prélat indien, évêque de Jaipur (en)
- 31 juillet : Emmanuel Bushu, prélat camerounais, évêque de Buéa
- 3 août : Thomas Patrick Doyle, prêtre dominicain américain engagé contre les abus sexuels dans l’Église
- 5 août : Polycarp Pengo, cardinal tanzanien, archevêque de Dar es Salam
- 19 août : John Cootes, rugbyman australien devenu prêtre et ayant renoncé pour se marier
- 6 septembre : Jean-Paul Jaeger, prélat français, évêque d'Arras
- 9 septembre : Bernard-Nicolas Aubertin, prélat français, archevêque de Tours
- 15 septembre : Mauro Piacenza, cardinal italien de la Curie, précédemment archevêque titulaire de Victoriana (de)
- 21 septembre : Bienheureux James Alfred Miller, prêtre américain, missionnaire au Guatemala et martyr († 13 février 1982)
- 24 septembre : Robert Harris, prélat canadien, évêque de Saint-Jean
- 25 septembre : Jean-Pierre Ricard, cardinal français, archevêque de Bordeaux
- 26 septembre : Charles Chaput, prélat américain, archevêque de Philadelphie
- 1er octobre : Étienne Perrot, prêtre jésuite, théologien et économiste français
- 5 octobre : Cesare Nosiglia, prélat italien, archevêque de Turin
- 10 octobre : Baltazar Porras Cardozo, cardinal vénézuélien, archevêque de Caracas
- 11 octobre : Jonas Boruta, prélat jésuite et théologien lituanien, évêque de Telšiai, précédemment évêque titulaire de Vulturaria (de) († 19 décembre 2022)
- 15 octobre : Orlando Antonini, prélat italien, diplomate du Saint-Siège et archevêque titulaire de Formiae (de)
- 27 octobre : Fernando Ocáriz, prêtre espagnol, prélat de l'Opus Dei
- 11 novembre : Paul Bùi Van Ðoc, prélat vietnamien, archevêque de Thành-Phô Hô Chí Minh († 6 mars 2018)
- 15 novembre : Ignace Joseph III Younan, prélat syrien, primat de l'Église catholique syriaque (« Patriarche d'Antioche et de tout l'Orient »)
- 22 novembre : Pierre Morissette, prélat canadien, évêque de Saint-Jérôme
- 27 novembre : Marcelo Barros, moine bénédictin, écrivain et théologien brésilien
- 9 décembre : Luigi Ventura, prélat italien, diplomate du Saint-Siège et archevêque titulaire d'Equilium (de)
- 24 décembre : Oswald Gracias, cardinal indien, archevêque de Bombay
- 31 décembre : André de Witte, prélat et missionnaire belge, évêque de Ruy Barbosa († 25 avril 2021)
- Date précise inconnue : 
  - Jean-Marc Bot, prêtre et auteur français

## Décès
- 10 janvier : Joseph Schmidlin, prêtre, historien et théologien français, opposant au nazisme assassiné (° 29 mars 1876)
- 12 janvier : Bienheureux Nicolas Bunkerd Kitbamrung, prêtre thaïlandais (° 28 février 1895)
- 16 janvier : Henri Godin, prêtre français, l'un des premiers prêtres ouvriers (° 13 avril 1906)
- 25 janvier : Bienheureuse Thérèse Grillo Michel, religieuse italienne, fondatrice des Petites Sœurs de la Divine Providence (° 25 septembre 1855)
- 19 février : 
  - Paul-Marie Dumond, prélat lazariste et missionnaire français, vicaire apostolique de Nanchang et évêque titulaire de Curubis (de) (° 2 avril 1864)
  - Antoine Sabarthès, prêtre, écrivain et historien français (° 27 mai 1854)
- 1er mars : Arthur Mugnier, prêtre français, connu pour sa participation à la vie mondaine parisienne (° 27 novembre 1953)
- 12 mars : Romolo Murri, religieux italien, député démocrate chrétien (° 27 août 1870)
- 25 mars : Bienheureux Omeljan Kovč, prêtre grec-catholique ukrainien, martyr du nazisme (° 20 août 1884)
- 26 mars : Barry O'Toole, prêtre bénédictin, aumônier militaire et engagé pour l'objection de conscience (° 1886)
- 28 mars, prêtre, organiste et compositeur belge (° 30 juin 1899)
- 31 mars : Johannes Greber, prêtre, théologien et traducteur allemand (° 2 mai 1876)
- 4 avril : Robert Bourgeois, prêtre et résistant français mort en déportation (° 19 avril 1910)
- 6 avril : Albert Valensin, prêtre jésuite, enseignant et missionnaire français (° 21 octobre 1873)
- 7 avril : Johann Gruber, prêtre autrichien, résistant au nazisme mort en déportation (° 20 octobre 1889)
- 17 avril : Max Josef Metzger, prêtre allemand, militant pacifiste et opposant au nazisme exécuté (° 3 février 1887)
- 22 avril : William O'Connell, cardinal américain, archevêque de Boston, précédemment évêque de Portland puis archevêque titulaire de Constantia-en-Scythie (de) (° 8 décembre 1859)
- 24 avril : Kilian Kirchhoff, prêtre franciscain allemand, opposant au nazisme exécuté (° 18 décembre 1892)
- 7 mai : Victor Dreyer, prélat français, diplomate du Saint-Siège et évêque titulaire d'Orthosias-en-Phénicie (de) puis archevêque titulaire d'Adulis (de) (° 15 février 1866)
- 3 juin : Anthony J. Schuler, prélat jésuite américain, évêque d'El Paso (° 20 septembre 1868)
- 28 juin : Corentin Cloarec, prêtre franciscain et résistant français assassiné (° 30 mars 1894)
- 15 juin : Marie-Victorin, religieux, frère des écoles chrétiennes et botaniste québécois (° 3 avril 1885)
- 16 juillet : Louis Favre, prêtre français, résistant fusillé, Juste parmi les nations (° 2 novembre 1910)
- 17 juillet : Bienheureuse Tarsykia Matskiv, religieuse et martyre ukrainienne du communisme (° 23 mars 1919)
- 20 juillet : Bienheureux Giuseppe Beotti, prêtre et résistant italien, martyr du nazisme (° 26 août 1912)
- 27 juillet : Gilbert Dru, militant chrétien et résistant français (° 2 mars 1920)
- 12 août : Miguel Asín Palacios, prêtre, écrivain et islamologue espagnol (° 5 juillet 1871)
- 18 août : Pierre Harmignie, prêtre et résistant belge assassiné (° 4 avril 1885)
- 20 août : François Boursier, prêtre, musicien et résistant français fusillé (° 18 septembre 1878)
- 22 août : Luigi Maglione, cardinal italien de la Curie, cardinal-secrétaire d’État, précédemment diplomate du Saint-Siège et archevêque titulaire de Césarée-en-Palestine (° 2 mars 1877)
- 28 août : 
  - Bienheureux Alphonse-Marie du Saint-Esprit, prêtre et carme et martyr polonais du nazisme (° 1er mars 1891)
  - Jean Arnolds, prêtre belge, résistant au nazisme exécuté (° 7 mars 1904)
  - Bienheureuse Teresa Bracco, martyre de la pureté italienne (° 24 février 1924)
- 2 septembre : Bernard Ferrand, prêtre et résistant français mort en déportation (° 20 janvier 1900)
- 6 septembre : Bienheureux Jan Franciszek Czartoryski, prince polonais, prêtre dominicain, opposant au nazisme et martyr (° 19 février 1897)
- 11 septembre : Alois Grimm, prêtre jésuite allemand, opposant au nazisme (° 24 octobre 1886)
- 14 septembre : Hermann Josef Wehrle, prêtre allemand, résistant au nazisme mort en prison (° 26 juillet 1899)
- 16 septembre : Pierre Gourtay, prélat spiritain français, premier vicaire apostolique de Cayenne et évêque titulaire d'Arad (de) (° 8 mai 1874)
- 23 septembre : Bienheureux Joseph Stanek, prêtre et martyr polonais du nazisme (° 6 décembre 1916)
- 2 octobre : François Bigo, prêtre et résistant français, compagnon de la Libération (° 5 avril 1912)
- 12 octobre : Otto Müller, prêtre et résistant allemand au nazisme (° 9 décembre 1870)
- 13 octobre : Bienheureux Giovanni Fornasini, prêtre, résistant et martyr italien du nazisme (° 23 novembre 1915)
- 9 novembre : Georges Audollent, prélat français, évêque de Blois (° 18 mai 1867)
- 13 novembre : Bienheureux Charles Lampert, prêtre, résistant au nazisme et martyr autrichien (° 9 janvier 1894)
- 25 novembre : 
  - Justin Pennerath, prêtre et résistant français fusillé (° 14 juin 1902)
  - Joseph Roth, prêtre et résistant français fusillé (° 7 septembre 1911)
- 30 novembre : 
  - Joseph Bordes, prêtre et résistant français fusillé (° 31 janvier 1880)
  - François Marty, prêtre, aumônier de prison et résistant français exécute (° 4 mars 1901)
- 3 décembre : Hélène Studler, religieuse et résistante français (° 9 mars 1891)
- 22 décembre : Bernard Gijlswijk (en), prélat néerlandais, diplomate du Saint-Siège et archevêque titulaire d'Euchaitae (de) (° 9 novembre 1870)
- 27 décembre : 
  - Bienheureux Odoardo Focherini, entrepreneur, intellectuel, Juste parmi les nations et martyr italien du nazisme (° 6 juin 1907)
  - Bienheureuse Sára Salkaházi, religieuse, Juste parmi les nations et martyre hongroise (° 11 mai 1899)